# Antoine Théodore Chevignard de La Pallue
Pour les articles homonymes, voir Chevignard.
 (janvier 2023).
Antoine Théodore Chevignard de La Pallue est un juriste, homme d'État et de lettres français, né à Paris le 16 janvier 1732 et décédé le 6 mai 1808 à Beaune.

## Fonctions
- Avocat.
- Contrôleur général des fermes du roi (1758-1759).
- Officier municipal à Beaune (1790-1792)
- Membre de l'assemblée administrative de la Côte-d'Or (1792-1793).

## Œuvres
- Idée du monde, ou idées générales des choses dont un jeune homme doit être instruit, Dijon, Frantin & Paris, Pissot & Perisse, 1779, 2 vol. (BNF 39311287).
  - rééd. Paris, Moutard, 1782, 2 vol. in-12, (BNF 30236539) (vol. 1 en ligne)[1].
  - réed. Paris, Briand, 1788, 3 vol., in-12 (BNF 30236540).
- M.A.T.C.D.L.P.E[2]., Les ânes de B*** [Beaune] : historiettes tres-plaisantes avec leur explication, Paris et Genève, Moutard, 1783, in-12, 34 p. Rééd. Batault-Morot, 1880.
- Les frères Lasne, anciens commerçants à Beaune : origine des plaisanteries faussement imaginées sur le compte des citoyens de cette ville : explication de quelques historiettes, A Bonne Intention [Dijon, Mailly fils], 1784, in-12, 36 p.[3]
- Nouveau Spectacle De La Nature : Contenant Des notions claires et précises, et des détails intéressants sur les objets dont l'homme doit être instruit […], suivi d'un Exposé simple de la Morale universelle, A Genève et se trouve à Paris, chez les marchands de nouveautés MDCLXXXIII.
  - Rééd., vol. 1, Deterville, an VI - 1798, 448 p.
- Instruction pour la jeunesse, ouvrage utile et intéressant, contenant les principales connaissances physiques et morales, présentées de la manière la plus simple [...], Paris, Deterville, an XIII-1805, 2 vol. in-8°, (BNF 30236541).
- Mémoire sur l'annuaire français, Beaune, impr. de Bernard fils, an XII, 11 p., in-8 (BNF 30236542).
- Adresse à mes concitoyens, A Dijon, chez Bidault, libraire, 1791, 8 p., in-8 (BNF 39966327).
- A la Nation [Contre les accapareurs de grains], 1789, 6 p., in-8° (BNF 30236536).